# Złożoność języków
Złożoność języków – niejasne pojęcie z dziedziny lingwistyki, pozbawione ogólnie przyjętej definicji.
W dyskusjach nt. języków przewija się opinia, że niektóre języki są bardziej złożone lub trudniejsze od innych. Postrzeganie trudności języka może mieć podstawę w różnych jego aspektach, takich jak nieregularności w zakresie morfologii, rzekome bogactwo słownictwa czy też skomplikowana wymowa. Opinie te są formułowanie nie w odniesieniu do praktyki posługiwania się językiem ojczystym, lecz np. w kontekście nauki języków obcych. Zdarza się jednak, że mianem „wyjątkowo trudnego” określany jest własny język (np. polski w Polsce, słowacki na Słowacji). Z punktu widzenia lingwistyki nie istnieje jednoznaczna skala mierzenia złożoności języków, co sprawia, że ocena tej kwestii może być wielopłaszczyznowa.
W kontekście nauki języków obcych poziom trudności ma charakter względny i jest zależny od stopnia pokrewieństwa między językami. Nauka języka blisko spokrewnionego z ojczystym z reguły przychodzi łatwiej niż nauka języka odległego lub niespokrewnionego. Oznacza to, że np. użytkownikowi języka czeskiego łatwiej będzie się nauczyć polszczyzny niż języka norweskiego, Szwed zaś za mniej kłopotliwy uzna ten drugi język. Zbieżności leksykalne między językami spokrewnionymi ułatwiają proces nauki, podobnie jak dostępność odpowiednich materiałów dydaktycznych. Trudności mogą natomiast wynikać z obcego systemu pisma i normy ortografii, przy czym są to elementy zewnętrzne w stosunku do struktury języka. Rozwój umiejętności językowych u dzieci przebiega w sposób uniwersalny, bez względu na potoczne postrzeganie trudności języka. Dzieci poznają system gramatyczny jeszcze przed rozpoczęciem formalnej edukacji, a w późniejszym życiu poszerza się ich zasób wyrazowy.
Fakt, że różne języki bywają łatwiejsze lub trudniejsze do nauki, nie jest przedmiotem kontrowersji lingwistycznej. Kwestią sporną jest jednak to, czy wśród języków można wyróżnić kody z natury bardziej skomplikowane. Kluczowym założeniem późniejszego XX-wiecznego językoznawstwa było twierdzenie o jednakowej złożoności języków świata. Była to wypadkowa idei, że każdy język ma taki sam potencjał ekspresyjny. Teza o jednakowej złożoności języków nie opierała się na badaniach empirycznych, lecz wyrastała ze sprzeciwu lingwistów wobec preskryptywizmu oraz zjawiska stygmatyzacji innych odmian języka niż standardowa (np. odmian używanych przez niższe warstwy społeczne). Późniejsze badania zaczęły kwestionować założenie, jakoby wszystkie języki były w równym stopniu skomplikowane. Utrzymano jednak tezę, że wszystkie systemy językowe są równie efektywnymi narzędziami komunikacji.
Wiedza językoznawcza pozwala na stwierdzenie, że języki mogą być mniej lub bardziej złożone pod określonymi względami. Np. język maoryski jest prostszy od mandaryńskiego w tym sensie, że dysponuje uboższym inwentarzem spółgłosek; język fiński zaś ma szerszy repertuar form rzeczowników niż język angielski. Językoznawcy często przyjmują założenie, że gdy jedna warstwa języka staje się mniej złożona, to inne płaszczyzny językowe rekompensują ten niedostatek. Nowsze badania (przeprowadzone przez językoznawców Iana Maddiesona i Ryana K. Shosteda) wskazują jednak na istnienie odwrotnej zależności. Nie ma pełnej jasności co do tego, czy kody komunikacyjne można określać jako bardziej złożone w sposób ogólny, czy też należy to pojęcie odnosić wyłącznie do konkretnych aspektów językowych. Wątpliwości budzi również sposób klasyfikowania poszczególnych cech, struktur gramatycznych i zdaniowych, ich złożoność można bowiem rozpatrywać z różnych stanowisk. Jak stwierdza szwedzki lingwista Lars-Gunnar Andersson, „nie ma jednej skali mierzenia prostoty w języku; istnieje co najmniej kilka takich skal”.
Niekiedy postuluje się, że języki niezbyt dużych społeczności (liczące mniej niż 100 tys. użytkowników) są zwykle bardziej złożone od szeroko rozprzestrzenionych języków międzynarodowych (jak np. angielski), przynajmniej pod względem morfosyntaktyki, gdyż powszechne uczenie się tych drugich przez osoby dorosłe sprzyja uproszczeniu ich struktury.